# Klimapolitik
Klimapolitik er en betegnelse for politiske beslutninger og holdninger, der skal forhindre eller styre klimaændringer som følge af fx drivhuseffekten, som er en stadig forøgelse af indholdet af drivhusgasser i jordens atmosfære. Politikken er en resultatet af den øgede bekymring i hele verden for virkningen af klimaforandringer. FN's klimapanel udgav i 2007 sin fjerde rapport om klimaforandringer. Den taler om en fordobling af CO2-indholdet i atmosfæren i midten af århundredet, hvilket kan medføre temperaturstigninger på mellem 2 og 4,5 grader. Klimapolitik tager lige som miljøpolitik og energipolitik sigte på en bæredygtig udvikling eller bæredygtighed, der ifølge Brundtlandrapporten fra 1987 er det, som "skaffer menneskene og miljøet det bedste uden at skade fremtidige generationers mulighed for at dække deres behov". Et centralt klimapolitisk problem er, at klimapolitiske løsninger forudsætter et bredt og langsigtet internationalt samarbejde, mens parter i dette samarbejde er nationale regeringer med relativ kort valgperiode og mange vælgerinteresser at varetage. I den klimapolitiske debat er verdensborgertanken blevet aktualiseret.

## Danmark
Ordet klimapolitik ses anvendt i Danmark i 1995 i en rapport om 'Klima-politik i Indien og Brasilien'. I praksis kom klimapolitik kom ind i dansk politik, da Folketinget i 1992 ratificerede De Forenede Nationers rammekonvention om klimaændringer. Det skete med et bredt flertal på 101 stemmer (S, KF, V, SF, CD, RV og KRF) mod 6 (FP). 
I 2002 ratificerede Folketinget Kyotoprotokollen. Et klima- og energiministerium blev etableret i 2007 med ansvar for nationale og internationale klimaspørgsmål såsom global opvarmning og forbrug af energi i Danmark. Koordineringsenhed for forskning i klimatilpasning (KFT) er etableret efter regeringens strategi for tilpasning til klimaændringer i Danmark. Lov om CO2-kvoter fra 2012 har til formål at fremme en reduktion af udledningen af kuldioxid (CO2) og andre drivhusgasser på en omkostningseffektiv og økonomisk effektiv måde gennem en ordning med omsættelige kvoter og kreditter.  Loven gennemfører Europa-Parlamentets og Rådets direktiver om en ordning for handel med kvoter for drivhusgasemissioner i Fællesskabet og om fremme af anvendelsen af energi fra vedvarende energikilder. Klimarådet er et uafhængigt råd af eksperter, der fra 2015 skal rådgive den danske regering med hensyn til klimapolitikken.

### Klimalov
Folketingets partier på nær Liberal Aliance og Nye Borgerlige enedes 6. december 2019 om en Aftale om en Klimalov. Aftalen indebar en forpligtende målsætning om en reduktion af CO2-udledningen på 70 procent (i forhold til udledningen i 1990) i 2030. Hensigten var at indføre en bindende klimalov der forpligter både den nuværende og fremtidige regeringer. Klimaloven blev vedtaget i Folketinget i 2020 og bestemte blandt andet, at regeringen skal fremlægge et årligt klimaprogram med status og handlingsplaner.
Klimaloven fik følgende hovedindhold:
- Delmål & klimahandlingsplan
- Årligt klimaprogram & handlepligt
- Klimarådets organisering
- Global afrapportering & strategi
- Opgørelsesmetoder[9]

## EU
EU's klimapolitik tager sigte på at begrænse temperaturstigningen til 2° C over det førindustrielle niveau. Det sker inden for rammerne af det europæiske klimaændringsprogram (ECCP).
 Reduktionen af drivhusgasser er en topprioritet. I 1998 undertegnede EU Kyoto-protokollen til De Forenede Nationers rammekonvention om klimaændringer, der vedrører seks forskellige drivhusgasser. Udledningen og absorberingen af drivhusgasser følges af det globale overvågningssystem GMES, siden afløst af Copernicus.  For gradvis at reducere disse udledninger har EU desuden indført en markedsbaseret ordning for handel med kvoter for drivhusgasemissioner og særskilte regler for flourholdige drivhusgasser. EU har også medvirket til at udvikle samarbejder, der forbedrer indsatsen i nødssituationer. Der findes således en samarbejdsordning om civilbeskyttelse og specifikke foranstaltninger i tilfælde af oversvømmelser eller tørke. Kommissionen vedtog desuden i 2007 en grønbog om tilpasning til klimaændringen. For at bistå udviklingslandene med de problemer, som klimaændringen medfører, har EU vedtaget en strategi for klimaændring inden for rammerne af udviklingssamarbejdet. I 2016 offentliggjorde EU en rapport om kommende krav til medlemslandene. Danmark forventes at skulle reducere sit udslip fra landbrug, transport og boliger med 39% inden 2030.

## Internationalt
På et topmøde i Rio de Janeiro i 1992, UNCED, underskrev 154 nationer en international traktat, De Forenede Nationers rammekonvention om klimaændringer (UNFCCC), som efter ratifikation forpligtede de undertegnende regeringer til ”bindende” at reducere koncentrationer af drivhusgasser, hovedsagelig i industrialiserede lande. Konventionen trådte i kraft i 1994. Formålet med konventionen er at have en aftale, hvor landene er enige om at stabilisere koncentrationerne af drivhusgasser i atmosfæren og stoppe temperaturstigninger. Efter at konventionen trådte i kraft i 1994, har staterne haft årlige partsmøder (Conferences of the Parties – COP) for at evaluere fremdriften og for at forhandle sig mere bindende protokoller for traktaten.
Kyoto-protokollen til De Forenede Nationers rammekonvention om klimaændringer, blev vedtaget i december 1997. Den formulerer det internationale samfunds holdning over for klimaændringerne. Nogle af de industrialiserede lande har forpligtet sig til at reducere deres udledning af seks forskellige drivhusgasser med mindst 5 pct. i perioden 2008-2012 i forhold til niveauet i 1990. EU-landene har forpligtet sig til at reducere deres udledning med 8 pct. i den nævnte periode. Danmark har forpligtet sig til en reduktion på 21 pct. Kyotoprotokollen indførte Clean Development Mechanism (CDM), som har til formål at begrænse eller reducere udledningen af drivhusgasser, men med særligt henblik på inddragelse af lande under udvikling. Ifølge Kyotoprotokollen har de mindre udviklede lande ikke forpligtet sig til at reducere udledningen af drivhusgasser/CO2 sådan som det gælder de ilande, der har underskrevet Kyotoprotokollen. Det skyldes, at man ønsker en økonomisk udvikling i ulandene og dermed må forvente en stigning i disse landes CO2-udledning. 

## Debat
Forskellige positioner på klimaområdet kan grupperes i på den ene side klimaforkæmpere og på den anden side de såkaldte klimaskeptikere. Klimaskeptikerne kan igen deles op i en politisk fløj og en videnskabelig fløj, nemlig mellem de forskere, der angriber teorien om at klimaforandringerne er menneskeskabte og de politikere, der ikke ønskede at prioritere klimaområdet. Bjørn Lomborg udgav i 1998 bogen Verdens sande tilstand, der skabte stor debat og et fokus på miljøøkonomi. En række kritikpunkter af bogen blev opstillet af biologen Kåre Fog på websitet lomborg-errors.dk , som tager udgangspunkt i en engelsk udgave af bogen fra 2001. Bjørn Lomborg har svaret på kritikken af bogen på Bjørn Lomborg – Critiques and replies .
Konfrontationer på klimaområdet er i vidt omfang afløst af en strategi om at udvise samfundsansvar, Corporate Social Responsibility. CSR angår virksomheders bidrag til social, miljømæssig, eller økonomisk bæredygtighed, og omfatter menneskerettighederne, herunder kerne-arbejdstagerettighederne, miljøprincipper og anti-korruption. 'Miljø og klima er vigtige dele af virksomheders samfundsansvar. Ved at inddrage hensyn til miljø og klima i produktion og produktudviklingen gavnes både forretningen og miljøet.'
En anden vinkel på klimadebatten findes i bogen Klimabevidsthedens barrierer fra 2009  af Peter Kemp & Lisbeth Witthøfft Nielsen, der tolker argumenterne som udtryk for forskellige naturopfattelser, dvs. ideer om naturens væsen som sådant. Disse opfattelser eller natursyn bruges som ‘rationelt’ fundament i klimadebattens forskellige argumentationer. Der skelnes mellem fire naturopfattelser:
- den robuste natur, som mennesket eller menneskelige aktiviteter ikke kan rokke ved. Hvor meget vi end forurener, så finder ‘naturen’ en måde at regulere sig i forhold til dette på.
- den lunefulde natur, som mennesket hverken er i stand til at forudsige eller ændre på, og som ikke lader sig administrere eller regulere gennem politiske tiltag eller individets handlinger.
- den tolerante natur, som kræver en vis grad af administration af mennesket. Generelt set er regulering ikke nødvendig, men i visse tilfælde er mennesket i stand til at påvirke naturen i en sådan grad, at dens tolerancetærskel overskrides, og katastrofen indtræder.
- den skrøbelige natur, som er sårbar overfor den mindste påvirkning. Denne opfattelse af naturen appellerer til menneskets etiske ansvar i ekstrem grad.

I konklusionen fremhæves nødvendigheden af en bæredygtighedens etik, og verdensborgertanken aktualiseres. Det betyder her og nu, at vi mennesker forenes i en omsorg for vores naturlige kropslige liv i miljøet, der strækker sig hen over alle nationale grænser og langt ud i fremtiden. En øget interesse for verdensborgerskab kædes sammen med forskning om ikke-statslige aktører, såsom multinationale selskaber og NGO’er.(s. 52-53)
Klimaforandringerne er også tolket i lyset af det natursyn, at mennesket ser sig som herre over kloden og naturens gang. I økonomi, produktion, i samfundets infrastruktur og i vid udstrækning i vor daglige levevis betragter vi alene naturen som værende til for os mennesker og mener os i vor gode ret til at gøre med den, hvad vi kan komme af sted med uden skade på os selv. Og det er den grundlæggende fejl. .. [Derfor må vi] genlære agtelsen for skaberværket.